# Don Hutson
Pour les articles homonymes, voir Hutson.
College Football Hall of Fame 1951
Pro Football Hall of Fame 1963
(en) Statistiques sur pro-football-reference
Don Hutson (Donald Montgomery Hutson), né le 31 janvier 1913 et mort le 26 juin 1997, fut l'un des meilleurs joueurs de football américain des années 1930 et 1940. Ce joueur était capable de jouer aussi bien en attaque (wide receiver), qu'en défense (safety) ou bien encore en équipe spéciale (buteur). Il est cependant surtout connu pour son œuvre en tant que receveur; il est d'ailleurs considéré par beaucoup comme l'un des meilleurs receveurs de toute l'histoire de la Ligue nationale de football (NFL).

## Carrière

### Université
Don Hutson a fait ses premières armes à l'Université de l'Alabama, très réputée pour son équipe de football.

### Carrière professionnelle
À sa sortie de l'université en 1935, il signe un premier contrat professionnel avec les Packers de Green Bay, équipe  avec laquelle il jouera durant toute sa carrière. Il s'intègre très rapidement et démontre ainsi ses qualités en marquant un touchdown sur une réception de 83 yards sur la première action de sa carrière professionnelle. Il continua sur sa lancée en battant de nombreux records durant la suite de sa carrière. Certains de ses records tiennent encore et d'autres ne sont tombés que très récemment. Son record de 99 touchdowns sur réception a ainsi tenu 44 ans avant d'être battu. Durant sa carrière, il a disputé quatre fois la finale du championnat de la NFL avec les Packers, bien avant que cette finale se nomme Super Bowl, remportant ce match à trois reprises.
Ses performances en attaque lui ont valu d'être nommé par deux fois Most Valuable Player de la NFL, c'est-à-dire meilleur joueur de la saison. Cette récompense, matérialisée à l'époque par le trophée Joe F. Carr, lui a été décernée à l'issue des saisons 1941 et 1942. Ses performances lui ont également permis d'être sélectionné pour le premier Pro Bowl de l'histoire en 1939.
Néanmoins, Hutson n'était pas qu'un joueur d'attaque. Il a ainsi été le buteur attitré des Packers durant une longue partie de sa carrière. Ceci lui a permis d'atteindre un total de 881 points en carrière en cumulant ses touchdowns et ses coups de pied, constituant également un record à l'époque. En outre, il a rendu souvent service au poste de safety dans l'escouade défensive durant la seconde partie de sa carrière, avec des performances très honorables comme lors de la saison 1943 où il intercepta 8 ballons en seulement 10 matchs. Pour placer la performance sur une échelle de comparaison, le record sur une saison est aujourd'hui de 14 interceptions. Or, ce dernier a été établi en 16 matchs.
On comprend ainsi pourquoi Hutson est aujourd'hui considéré comme un des meilleurs joueurs de tous les temps, non seulement par sa polyvalence, mais aussi par son excellence à plusieurs postes différents.

## Retraite et Honneurs
Après seulement onze années passées au sein du monde du football professionnel, Don Hutson décida de se retirer à l'issue de la saison 1945. Sa carrière intense lui a alors valu de nombreux honneurs. Le premier d'entre eux vint de sa franchise de toujours, qui retira son célèbre numéro 14. Les Packers continuèrent plus tard en donnant son nom à leur stade d'entraînement construit près de leur antre mythique du Lambeau Field.
Des honneurs venant de l'extérieur lui ont également été rendus comme son intronisation au Pro Football Hall of Fame, panthéon des meilleurs joueurs de tous les temps. Par ailleurs, en 1999, lors d'un classement de fin de siècle organisé par The Sporting News concernant les meilleurs joueurs de football de l'histoire, Don Hutson s'est classé à une probante sixième place.

## Palmarès
- Most Valuable Player de la NFL en 1941 et 1942
- Sélectionné au Pro Bowl à cinq reprises (1939, 1941-1944)
- Vainqueur du Championnat NFL en 1936, 1939, 1944
- Finaliste du Championnat NFL en 1938